# Ministero per gli scambi e le valute
Il Ministero per gli scambi e le valute è stato un dicastero del Regno d'Italia, istituito tra il 1935 e il 1944.

## Storia
Nel 1935 il governo Mussolini decide di affrontare l'imposizione delle sanzioni economiche dovute alla guerra d'Etiopia con una nuova politica di autarchia, riformando il sistema economico nazionale, in particolare gli scambi con l'estero. Inizialmente viene istituito la Sovraintendenza per gli scambi delle valute all'interno della Presidenza del Consiglio dei ministri, sotto la direzione dell'economista Felice Guarneri. La sovraintendenza si occupa di amministrare le valute, coordinando le importazioni e le esportazioni nazionali. La struttura si divide in tre servizi: valute, scambi con l'estero, commesse statali. A pochi mesi dalla nascita, la sovraintendenza diventa parte del Ministero delle corporazioni, come Sottosegretariato di Stato per gli Scambi e per le Valute, integrando parte del personale e delle competenze dell'Istituto per l'Esportazione. Il nuovo sottosegretariato ha tre direzioni generali: affari generali, scambi con l'estero, valute - e integra anche alcune competenze del Ministero delle finanze, come i dazi doganali, i rapporti finanziari con l'estero e il contenzioso valutario.
Nel 1936 il sottosegretariato assume anche alcuni uffici di altri istituti economici. Dall'anno successivo diventa un ministero a sé stante, diventando il primo e unico dicastero italiano competente sulla sola politica monetaria. Il ministero comprende quattro direzioni generali: affari generali; scambi con l'estero; valute; servizi delle importazioni. Nell'ottobre 1939 il ministero è guidato da Raffaello Riccardi, sostituito nel 1941 da Salvatore Gatti per alcuni mesi. Nello stesso anno il ministero viene riorganizzato, con cinque direzioni generali: questioni doganali, affari generali e personale; trattati e accordi commerciali con l'estero; valute; servizi delle importazioni; servizi delle esportazioni. Dal 1943 diventa ministro Oreste Bonomi con nuove attribuzioni (Regio Decreto 3 maggio 1943, n. 338). Lo spostamento del governo a Brindisi e la mancata nomina di un sottosegretario per gli scambi e le valute portò allo spostamento delle competenze al Sottosegretario per le finanze. Fino al 24 febbraio 1944 restò in carica il ministro Giovanni Acanfora, fino alla nomina ad interim di Guido Jung, già ministro delle finanze.
All'interno della Repubblica Sociale Italiana la materia è attribuita a Domenico Pellegrini Giampietro, ministro delle finanze, mentre nel secondo governo Badoglio il ministero viene soppresso ripartendo le competenze sui cambi, i pagamenti all'estero, le valute, la polizia valutaria, il commercio con l'oro al Ministero delle Finanze, mentre le competenze sui rapporti economici all'estero, sulle dogale e la vigilanza dell'Istituto per il Commercio Estero passarono al Ministero dell'Industria, del Commercio e del Lavoro. Gli addetti commerciali furono trasferiti al Ministero degli Affari Esteri.

## Elenco dei ministri
- 20 novembre 1937 – 31 ottobre 1939: Felice Guarneri
- 31 ottobre 1939 – 18 febbraio 1941: Raffaello Riccardi
- 18 febbraio 1941 – 8 maggio 1941: Salvatore Gatti
- 8 maggio 1941 – 6 febbraio 1943: Raffaello Riccardi
- 6 febbraio 1943 – 25 luglio 1943: Oreste Bonomi
- 25 luglio 1943 – 24 febbraio 1944: Giovanni Acanfora
- 24 febbraio 1944 – 2 giugno 1944: Guido Jung, ad interim